# Vụ giẫm đạp tại Sana'a
Ngày 19 tháng Tư năm 2023, một vụ giẫm đạp đã xảy ra ở Thành Phố Cổ thuộc Sana'a, thủ đô của Yemen, khi có quá nhiều người tập trung trước một ngôi trường để nhận được quà từ thiện trong dịp Zakat al-Fitr trước khi kết thúc tháng Ramadan. Phiến quân Houthis đã nổ súng nhằm kiểm soát đám đông, nhưng vô tình tạo ra những vụ nổ và càng làm đám đông hoảng loạn hơn nữa. Có ít nhất 90 người đã thiệt mạng, 322 người khác bị thương trong vụ giẫm đạp này.

## Bối cảnh
Vào năm 2012, tổng thống Yemen Ali Abdullah Saleh, người đã nắm giữ chức vụ này 31 năm đã bị đảo chính trong cuộc cách mạng Yemen. Yemen sau những cuộc cách mạng và biểu tình trải qua một chuỗi những xung đột, đồng thời phiến quân Hồi giáo được Iran viện trợ Houthis chiếm một phần lớn lãnh thổ khỏi sự kiểm soát của chính phủ. Điều này là nguyên nhân trực tiếp cho cuộc nội chiến Yemen, mà thường được cho là một cuộc chiến tranh ủy nhiệm giữa Ả Rập Saudi và Iran. Tới tháng Tư năm 2023, UNICEF đã xếp Yemen vào diện "một trong những tội ác chống lại loài người khủng khiếp nhất". Cũng theo Cao ủy Liên Hợp Quốc về người tị nạn vào tháng Ba năm 2023, ước tính có ít nhất 21,6 triệu người ở Yemen cần tới viện trợ nhân đạo.

## Vụ giẫm đạp
Vụ giẫm đạp này xảy ra vào ngày 19 tháng Tư năm 2023, vào khoảng 20 giờ 20 phút giờ địa phương, trước một trường học tại Thành Phố Cổ tại Sana'a, hai ngày trước Eid al-Fitr và tháng Ramadan kết thúc. Hàng trăm người khi đó mong chờ việc nhận được 5 ngàn đồng riyal của Yemen (tương đương khoảng 469 nghìn Việt Nam đồng hay 9 đô la Mỹ) từ một thương nhân địa phương trong sự kiện viện trợ tại Sana'a, nơi mà phiến quân Houthis đang kiểm soát. Theo lời các nhân chứng, khi sự kiện từ thiện đang diễn ra, phiến quân Houthis đã nổ súng lên trời nhằm mục đích trấn áp đám đông, tuy nhiên họ vô tình bắn vào dây điện và khiến nó phát nổ, từ đó khiến dòng người hỗn loạn và bắt đầu giẫm đạp lên nhau. Đám đông khi đó có cả phụ nữ và trẻ em, bên cạnh đó là những người có thu nhập thấp đang mong chờ nhận được quà từ thiện từ sự kiện.
Theo Motaher al-Marouni, một quan chức y tế cấp cao, có ít nhất 90 người thiệt mạng, 13 người bị tương nghiêm trọng, khi chương trình TV của Houthis là Al-Masirah cũng thông báo điều tương tự. Hamdan Bagheri, giám đôncs bệnh viện al-Thowra tại Sana'a cho biết rằng bệnh viện đã tiếp nhận ít nhất 73 người bị thương. Thống kê rằng ít nhất 322 người đã bị thương trong sự việc này.
Sau khi sự việc này diễn ra, phiến quân Houthis đã phong tỏa khu vực xung quanh trường học xảy ra vụ việc, đồng thời hạn chế người ra vào khu vực này, trong đó có cả các nhà báo. Hai đơn vị tổ chức sự kiện cũng được thẩm vấn đề điều tra làm rõ.

## Phản ứng
Bộ Nội vụ của phe Houthis đã phát biểu rằng vụ giẫm đạp này diễn ra do "thương nhân đã phân phát tiền một cách ngẫu nhiên mà không có chỉ đạo của bộ Nội vụ". Họ cũng xác nhận rằng hai đơn vị tổ chức sự kiện này đã bị bắt giữ và mở cuộc điều tra nguyên nhân. Cơ quan quản lý Zakat của Houthis đã thông báo về việc bồi thường thiệt hại cho gia đình các nạn nhân, với mỗi người thiệt mạng là 1 triệu đồng rial của Yemen (tương đương khoảng 93,7 triệu Việt Nam đồng, hay 4 ngàn đô la Mỹ) và mỗi người bị thương là 2 trăm ngàn rial (khoảng 18,7 triệu VND hay 8 trăm đô la Mỹ).